# Oului repülőtér
Az Oului repülőtér (IATA: OUL, ICAO: EFOU) Finnország egyik nemzetközi repülőtere, amely Oulu közelében található. Éves utasforgalma 632 130 fő (2022).
A repülőtér Oulutól mintegy 15 km-re, a közeli Oulunsalo-félszigeten és faluban van. Ez Finnország második legforgalmasabb repülőtere. Az egy óra alatt elérhető Helsinkivel napi 20 járat köti össze, de Tampere, Rovaniemi, Riga és több kedvelt nyaralóhely is elérhető közvetlen járattal.  A repülőtérről a 19-es busz visz be a városba, ami hétköznap 20 percenként, hétvégén óránként jár.

## Futópályák
A repülőtér futópályái:
- 12/30 (2501 m, 60 m, aszfalt)

## Forgalom
Az utasforgalom az elmúlt években az alábbi módon változott:
| Utasok száma | 474 763 | 732 848 | 669 882 | 810 454 | 802 791 | 973 924 | 960 547 | 1 027 495 | 1 057 355 | 632 130 |
|              | 1991    | 2000    | 2003    | 2005    | 2008    | 2011    | 2014    | 2016      | 2019      | 2022    |